# Bắc Kavkaz
- Red: Vùng kinh tế Bắc Kavkaz, krai Bắc Kavkaz cũ, okrug quân sự Bắc Kavkaz cũ
- Green: okrug quân sự Bắc Kavkaz cũ
- Blue: vùng kinh tế Bắc Kavkaz cũ, okrug liên bang Bắc Kavkaz cũ, okrug quân sự Bắc Kavkaz cũ

Bắc Kavkaz, hoặc Nội Kavkaz, là phần phía bắc của vùng Kavkaz rộng lớn hơn . Khu vực hoàn toàn do Nga quản lý, bị kẹp giữa biển Azov và biển Đen ở phía tây và biển Caspi ở phía đông. Khu vực này có biên giới đất liền với các quốc gia Gruzia và Azerbaijan ở phía nam. Krasnodar là thành phố lớn nhất trong khu vực Bắc Kavkaz.
Về mặt chính trị, Bắc Kavkaz được tạo thành từ các nước cộng hòa và krai thuộc Nga. Khu vực nằm ở phía bắc của Dãy núi Kavkaz chính, ngăn cách nó với Nam Kavkaz. Khu vực nằm trong các Vùng liên bang Bắc Kavkaz và Miền Nam và bao gồm Krasnodar Krai, Stavropol Krai và các nước cộng hòa cấu thành: Adygea, Karachay-Cherkessia, Kabardino-Balkaria, Bắc Ossetia–Alania, Ingushetia, Chechnya, Dagestan và Kalmykia.
Về mặt địa lý, thuật ngữ Bắc Kavkaz cũng đề cập đến sườn phía bắc và cực tây của dãy núi Đại Kavkaz, cũng như một phần sườn phía nam của nó ở phía Tây. Khu vực thảo nguyên Pontic-Caspi cũng thường được bao gồm trong khái niệm "Nội Kavkaz", do đó ranh giới phía bắc của thảo nguyên Tiền Kavkaz thường được coi là sông Manych. Do có khí hậu ôn hòa so với phần lớn nước Nga, khu vực này được mô tả là "vành đai mặt trời" của Nga.

## Lịch sử

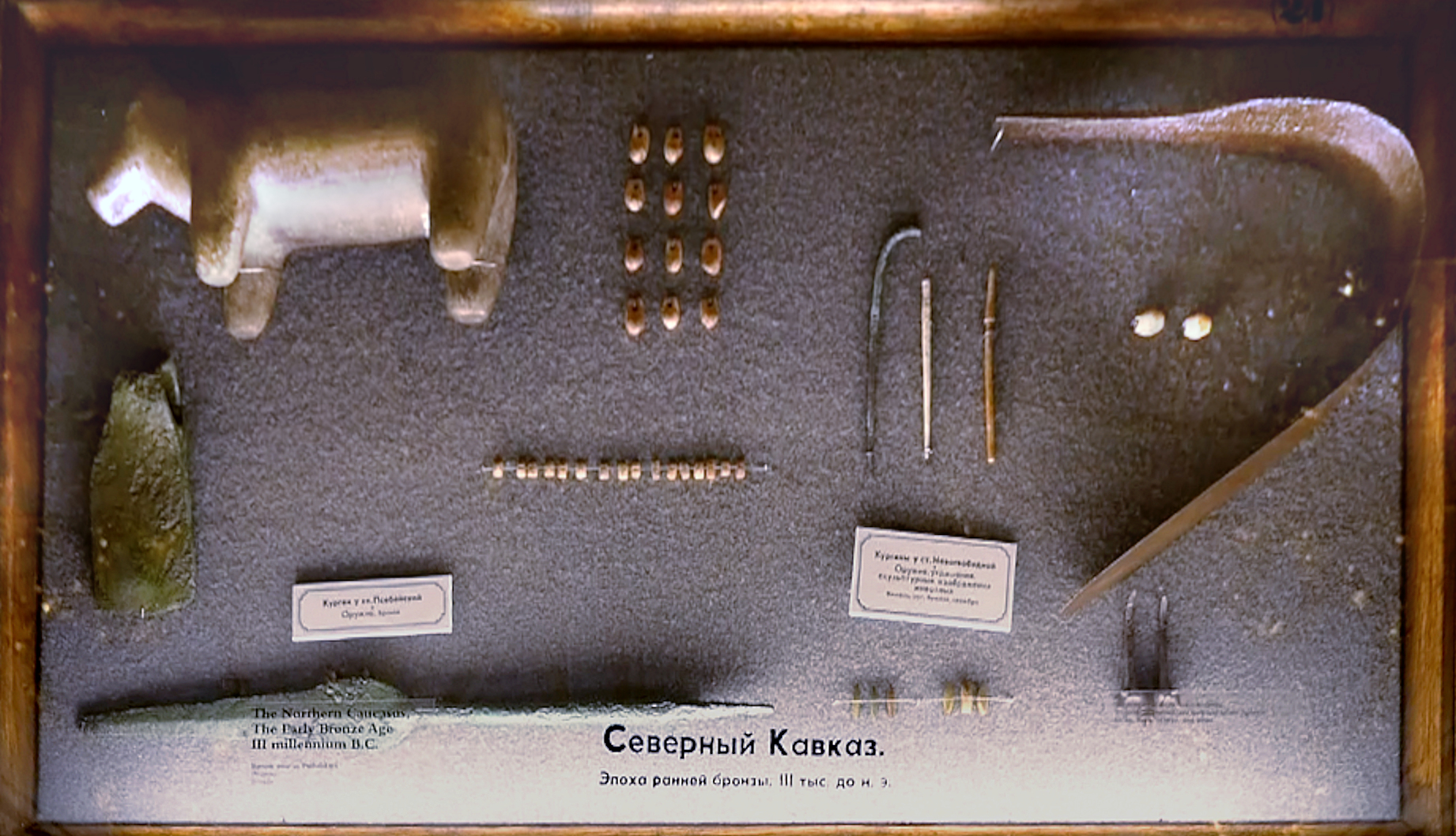
Bắc Kavkaz, đồ tạo tác thời kỳ đồ đồng sớm, thiên niên kỷ thứ 3 TCN.

Các nền văn hóa cổ đại của Bắc Kavkaz được gọi là cộng đồng Klin-Yar, với nền văn hóa đáng chú ý nhất là văn hóa Koban cổ đại. Các nhóm đơn bội khác là nhóm đơn bội J1 và nhóm đơn bội G-M285.
Nội Kavkaz trong lịch sử được bao phủ bởi thảo nguyên Pontic-Caspi, chủ yếu trên đất chernozyom có chứa đá vôi màu mỡ, nhưng hầu như đã được cày xới và chăn thả hoàn toàn. Khu vực được bao bọc bởi biển Azov ở phía tây và biển Caspi ở phía đông. Theo Concise Atlas of the World, bản thứ hai (2008), khu vực Nội Kavkaz nằm ở phía châu Âu của "sự phân chia thường được chấp nhận" ngăn cách châu Âu với châu Á.
Bắc Kavkaz bị Nga chinh phục sau Chiến tranh Nga-Circassia. Phần lớn Bắc Kavkaz tách khỏi Nga vào tháng 3 năm 1917 với tên gọi Cộng hòa Miền núi Bắc Kavkaz, lợi dụng sự bất ổn do Cách mạng tháng Hai gây ra, và trở thành một bên tham gia nhỏ trong Nội chiến Nga. Quân đội Cộng hòa Miền núi đã giao chiến ác liệt với Quân đội tình nguyện của tướng Bạch vệ Anton Denikin, trước khi đội quân này bị Hồng quân đánh bại. Khu vực bị Liên Xô chiếm đóng không chính thức ngay sau đó, và nước cộng hòa buộc phải chấp nhận một cuộc thôn tính phi bạo lực vào tháng 1 năm 1921. Nó được cải tổ thành Cộng hòa Xã hội Chủ nghĩa Xô viết Tự trị Miền núi, sau đó bị giải thể vào tháng 10 năm 1924, được thay thế bằng một loạt okrug và oblast tự trị.
Biên giới bên ngoài của krai Bắc Kavkaz của Liên Xô giống với ranh giới của Vùng kinh tế Bắc Kavkaz ngày nay bao gồm một tỉnh (Rostov), hai krai (Krasnodar và Stavropol) và bảy nước cộng hòa. Quân khu Bắc Kavkaz cũ (okrug) cũng bao gồm tỉnh Astrakhan, tỉnh Volgograd và Cộng hòa Kalmykia. Trung tâm hành chính của khu vực là Rostov-on-Don cho đến ngày 10 tháng 1 năm 1934, Pyatigorsk cho đến tháng 1 năm 1936, sau đó là Ordzhonikidze (ngày nay là Vladikavkaz), và từ ngày 15 tháng 12 năm 1936 là Voroshilovsk (ngày nay là Stavropol).

## Dân cư
Bắc Kavkaz, đặc biệt là ở các vùng lãnh thổ miền núi, có tuổi thọ trung bình cao nhất ở Nga. Khu vực này được biết đến với một số lượng lớn những người sống trên trăm tuổi.

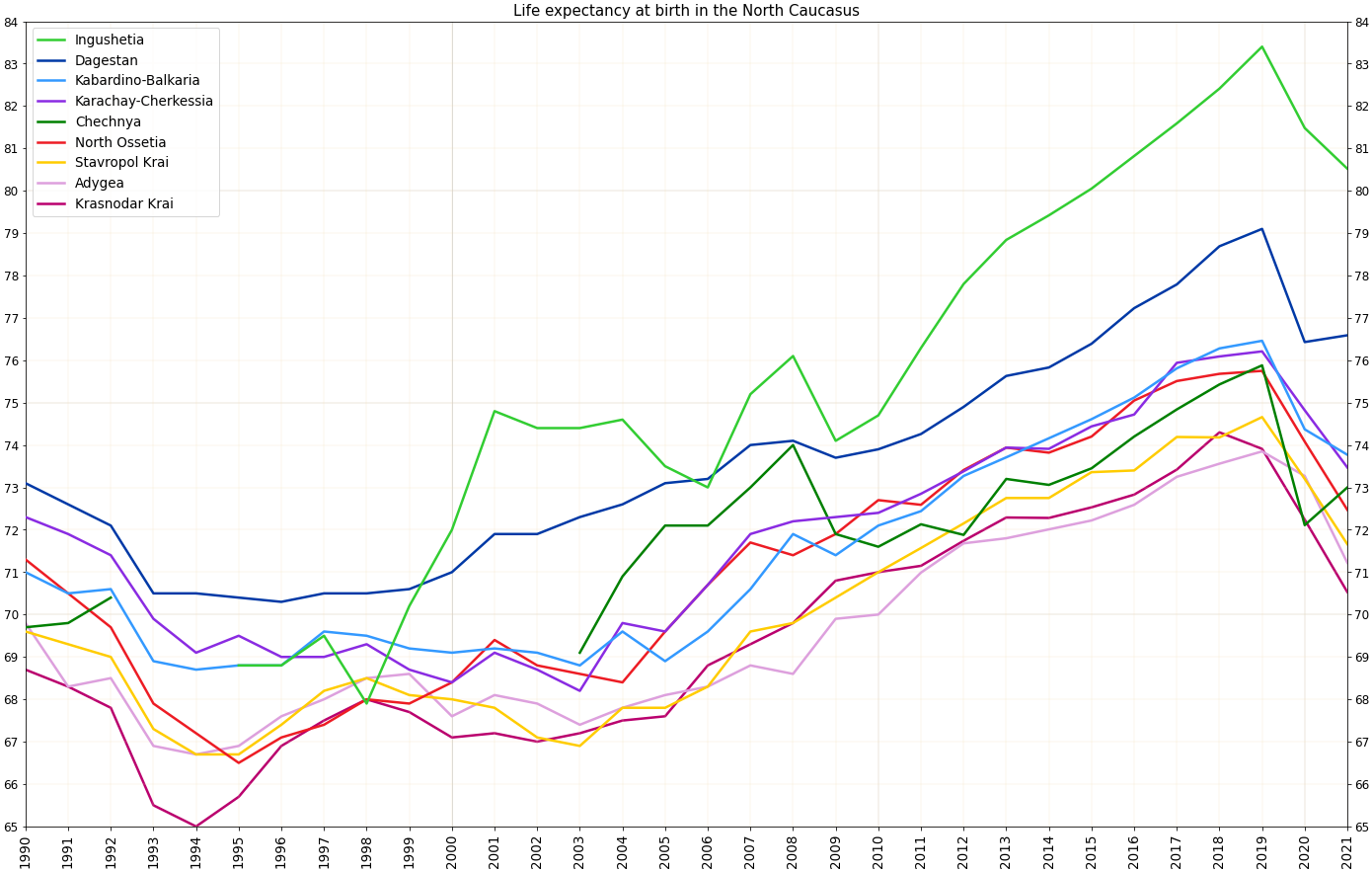
Tuổi thọ dự tính khi sinh tại Bắc Kavkaz, 1990–2021

## Hình ảnh

Vị trí Vùng liên bang Bắc Kavkaz
Bản đồ Quân khu Bắc Kavkaz cũ (okrug)
Bản đồ Vùng kinh tế Bắc Kavkaz hiện nay
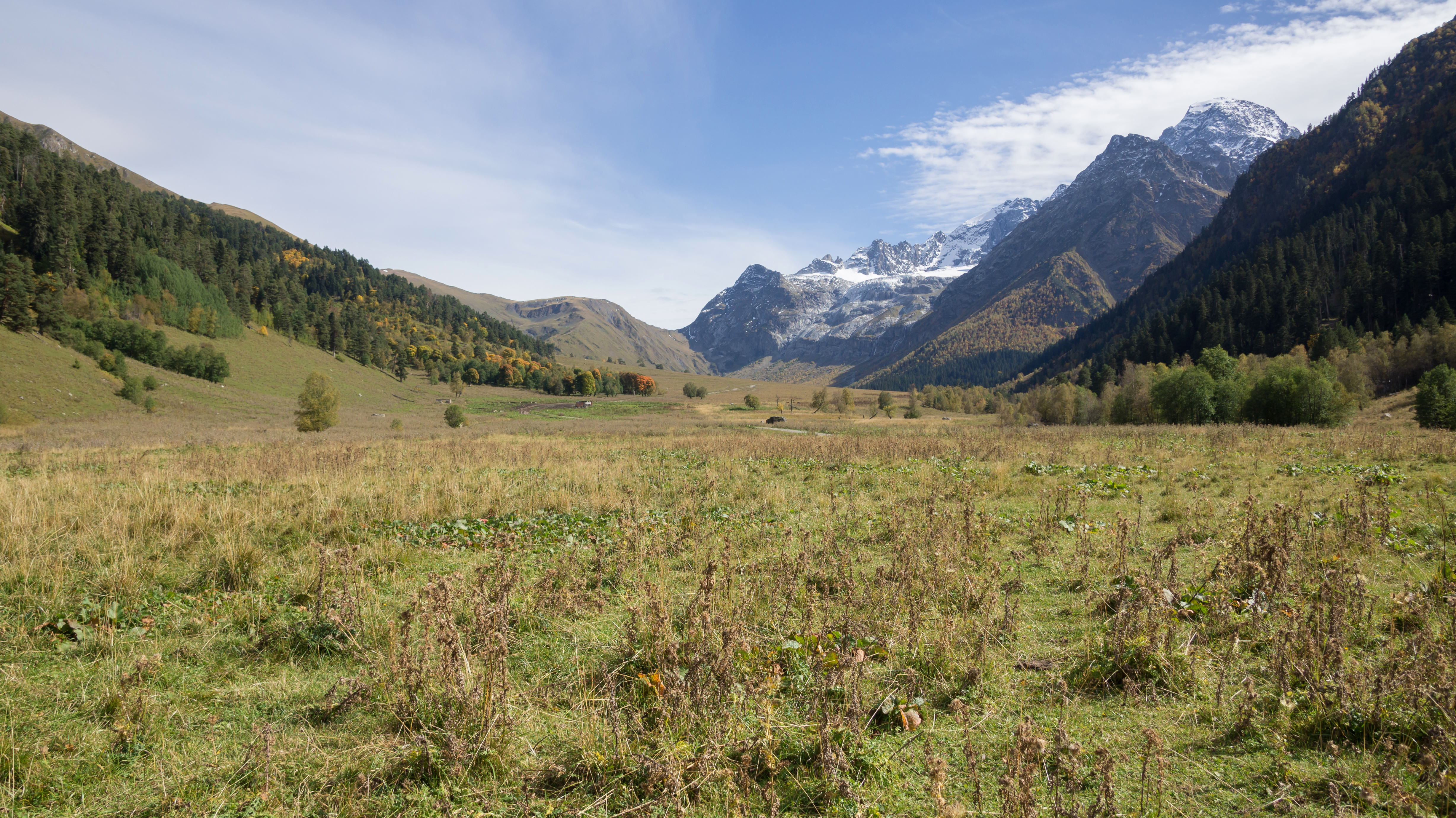
Thung lũng Sophia, Karachay-Cherkessia